# Friedrich Müller (Chemiker)
Friedrich Anton Müller (* 9. Mai 1895 in Casilda (Santa Fe), Argentinien; † 19. September 1953 in Goslar) war ein deutscher Elektrochemiker.
Müller studierte seit 1913, unterbrochen durch den Wehrdienst im Ersten Weltkrieg, Chemie in Jena und Dresden. Er promovierte dort 1921 und habilitierte sich 1925 für Elektrochemie. Er wurde 1930 außerordentlicher Professor an der TH Dresden und leitete als Nachfolger von Erich Müller ab 1935 kommissarisch, ab 1937 offiziell das Institut für Elektrochemie an der TH Dresden, 1936 wurde er Leiter des Vierjahresplaninstituts für Elektrochemie unter dem Generalbevollmächtigten Carl Krauch und Obmann für Elektrochemie im Reichsforschungsrat. So war er hauptverantwortlich für die Entwicklung von Akkumulatoren und erfand eine 1000-Volt-Batterie für die neuen Raketenwaffen, die Wernher von Braun entwickelte. Müller lehrte bis 1947. Dann arbeitete er in der Privatindustrie für Schweizer Firmen.
Nach der Übernahme des Stahlhelm, Bund der Frontsoldaten, durch die SA 1933 trat er dort aus. Im November 1933 unterzeichnete er das Bekenntnis der deutschen Professoren zu Adolf Hitler.
Die Journalistin Ursula Müller war seine Tochter.

## Schriften
- Katalytische Zersetzung der Ameisensäure, 1927
- mit Erich Müller: Potentiometrische Metallbestimmung, 1927
- Theorie und Methodik der Elektronenröhrenpotentiometer zur Messung elektromotorischer Kräfte. In: Zeitschrift für Elektrochemie und angewandte physikalische Chemie 36, 11, S. 923–934, 1930/31